# Vyprávění praporčíka Ståla
Vyprávění praporčíka Ståla (Fänrik Ståls sägner) je dvoudílný soubor lyricko-epických romancí a balad tematicky se vztahujících k rusko-švédské válce v letech 1808–1809, v důsledku které bylo Finsko odtrženo od Švédska a připojeno k Rusku jako Finské velkoknížectví. První díl souboru vyšel roku 1848 a druhý roku 1860. Autorem souboru je švédsko-finský romantický básník Johan Ludvig Runeberg považovaný za finského národního básníka, ačkoliv psal pouze švédsky.
Dílo není považováno za umělecký vrchol Runebergovy tvorby, je však jeho dílem nejpopulárnějším a nejvlivnějším. Získalo postavení reprezentativního díla finského národního obrození a úvodní báseň Vårt land, ve finském překladu Maamme (Má vlast) zhudebněná německým  skladatelem Fredrikem Paciem se stala finskou národní hymnou.
Vliv díla na finskou kulturu a finské národní sebeuvědomění byl veliký, protože v něm Runeberg opakovaně popisuje obyčejné Finy jako hrdiny navzdory těžkostem jejich života. Od svého vydání do poloviny dvacátého století bylo dílo základní četbou ve finských i švédských školách.

## Vznik díla

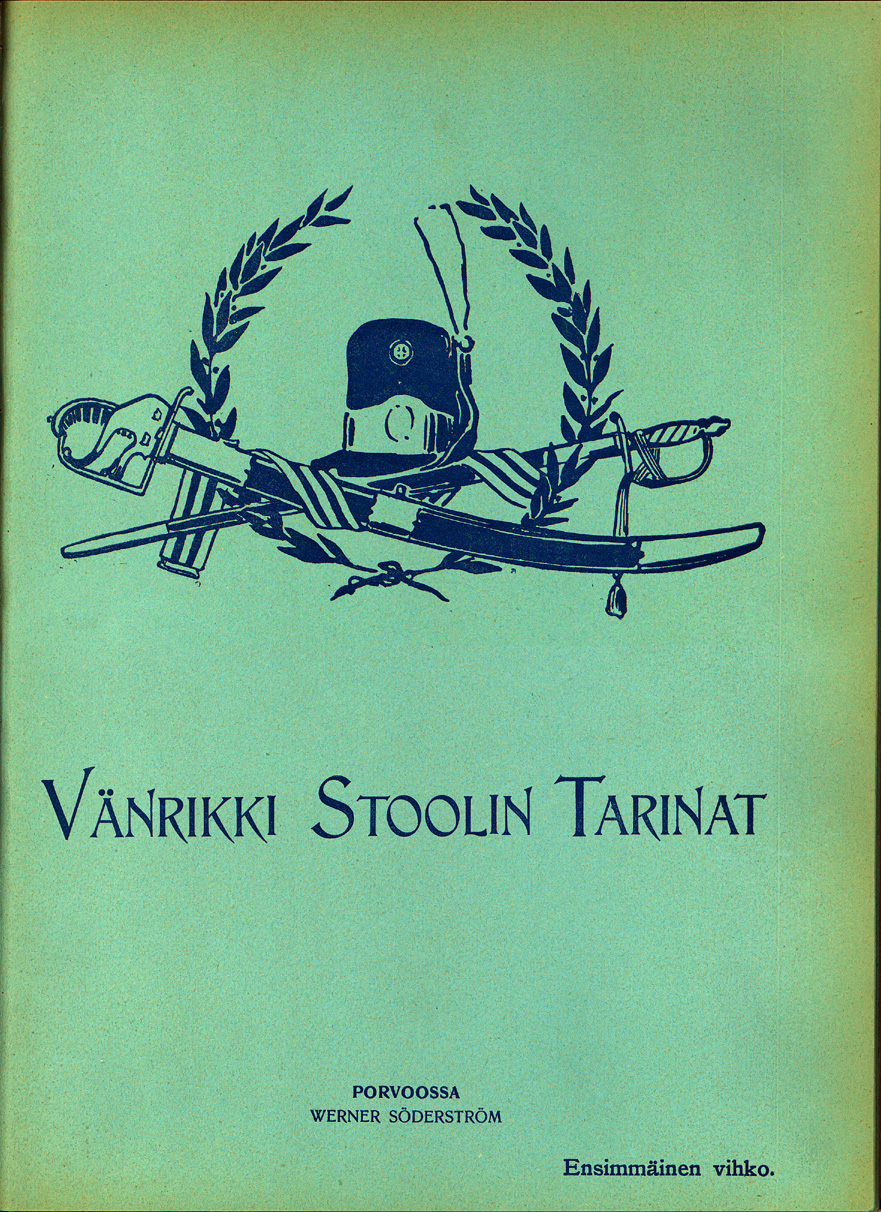
Finské vydání z roku 1898

Runeberg  napsal  a vydal několik básní obsažených v prvním svazku souboru již dlouho předtím, než začal plánovat samotnou práci, a to v letech 1834–1836. Klíčovým bodem pro vznik díla byla žádost jeho nakladatele v roce 1845, aby napsal texty o významných postavách rusko-švédské války. Během zimy roku 1845 a jara roku 1846 napsal Runeberg několik ústředních básní budoucího díla. V té době vznikly mimo jiné básně Má vlast (Vårt land), Praporčík Stål (Fänrik Stål nebo Sven Dufva. Zbytek básní do první části knihy napsal Runeberg v letech 1847 a 1848. Po určitých problémech s cenzurou, daných neklidnou situací v Evropě, vyšla kniha v Porvoo 12. prosince a obsahovala také noty k písni Vårt land od Fredrika Pacia. Ve Švédsku kniha vyšla již roku 1849.
Po úspěchu prvního dílu (druhé vydání ve Finsku 1850, třetí 1852) veřejnost očekávala brzké pokračování, ale druhý díl vznikal ve velmi poklidném tempu. V letech 1850–1851 a 1853 vzniklo několik nových básní, práce pak pokračovaly v roce 1856 a druhý díl vyšel až 14. prosince roku 1860, a to současně ve Finsku a Švédsku. Poté se Runeberg rozhodl, že třetí díl již nenapíše, protože se domníval, že téma již vyčerpal.
Vyprávění praporčíka Ståla bylo přeloženo do finštiny jako Vänrikki Stoolin tarinat skupinou vedenou profesorem Juliem Krohnem v roce 1867. Pozdější překlady provedli Paavo Cajander v roce 1889 a Otto Manninen v roce 1909. Nový moderní překlad z roku 2007 od Juhaniho Lindholma s názvem Vänrikki Stålin tarinat vyvolal určité kontroverze, zejména kvůli novému znění básně Maamme. Z roku 2008 je další překlad Vänrikki Stoolin tarinat od Teivase Oksaly.
Kromě toho bylo dílo bylo přeloženo do němčiny, dánštiny, francouzštiny a ruštiny. V češtině existuje pouze překlad úvodní básně Má vlast (Vårt land).

## Obsah

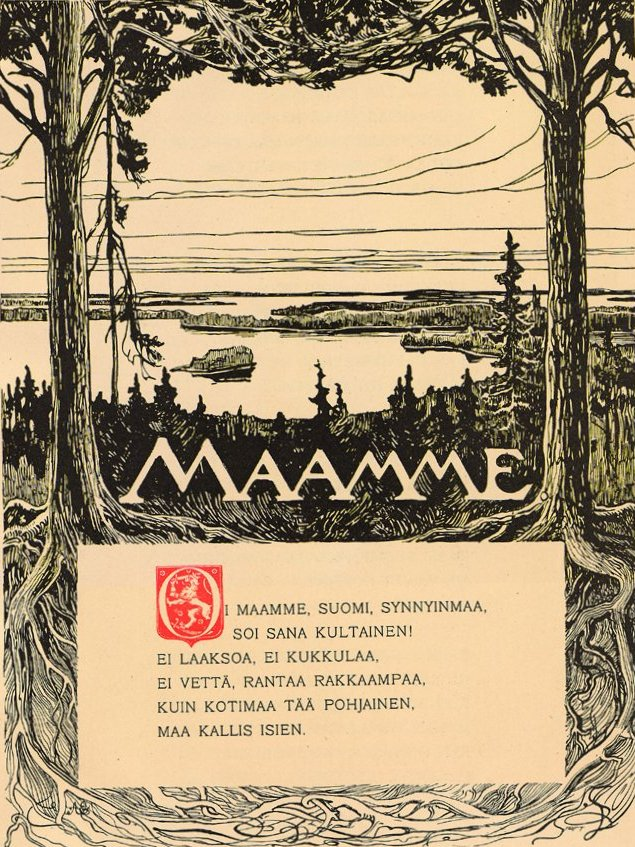
Má vlast (Maamme), kresba od Alberta Edelfelta

Vyprávění praporčíka Ståla se skládá ze dvou částí, z nichž každá měla v prvních vydáních sedmnáct básní. V 80. letech 19. století byla k dílu přidána ještě jedna báseň Sveaborg (Viapori), kterou Runeberg napsal pro první část, ale v prvních vydáních ji vynechal. V současné podobě má tedy sbírka 35 básní.
Po úvodní básni Vårt land (Maamme) oslavující vlast následuje báseň Fänrik Stål (Vänrikki Stool), která obsahuje rámcový příběh celého souboru. Jejím vypravěčem je mladý student, který pracuje jako vychovatel na venkově. Zde poznává starého veterána rusko-švédské války praporčíka Ståla, který studentovi vypráví příběhy o válce a jejích hrdinech. V poslední sloce básně se uvádí, že všechny básně v souboru jsou založeny na praporčíkových vyprávěních.
Po těchto dvou básních následuje básnické zpracování skutečných i smyšlených událostí během rusko-švédské války. Škála postav objevujících se v díle sahá od prostých bojovníků přes vysoké důstojníky a vojevůdce až po krále. Společným vláknem těchto příběhů je smutek a hořkost nad tím, že Švédsko ztratilo ve válce východní polovinu země. Runeberg oslavuje skutečné hrdiny i fiktivní obyčejné vojáky, kteří statečně brání svou vlast. Vyzdvihuje také civilisty, které líčí jako hrdiny v soužení, které musí v rámci války všichni snášet. V kontrastu s tím kritizuje špatné vedení války jako příčinu švédské porážky, kterou podle Runeberga a dalších současníků spáchali přední vojenští velitelé a politici včetně krále Gustava IV Adolfa. Na druhou stranu je oceněn i nepřítel, ruský generál Jakov Petrovič Kulněv jako rytířský a statečný voják.

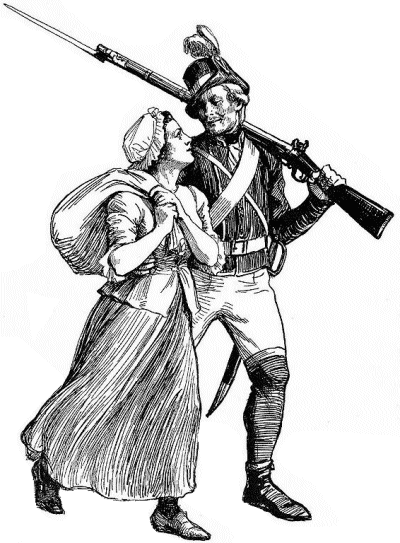
Lotta Svärd, ilustrace od Alberta Edelfelta

Mezi nejznámější básně souboru patří:
- Sven Dufva (finsky Sven Tuuva), báseň o fiktivním jednoduchém, ale statečném vojákovi, který zemře jako hrdina poté, co zastaví drtivý nepřátelský útok v bitvě.
- Poručík Zidén (Löjtnant Zidén, finsky Luutnantti Zidén), báseň o skutečném finském důstojníkovi uznávaném pro svou statečnost, který padl roku 1808 v bitvě u Koljonvirty.
- Vojenský chlapec (Soldatgossen, finsky Sotilaspoika), báseň o dospívajícím chlapci, který čeká, až mu bude patnáct, aby mohl narukovat do armády a bojovat za svou vlast. Jde o chudého sirotka, jehož otec, dědeček i pradědeček padli ve válkách vedených Švédskem a matka mu zemřela žalem poté, co se dozvěděla o smrti svého muže. Obsah básně dnes vyvolává rozporuplné pocity: lze ji vnímat jako vlastenecké hrdinské vyprávění nebo jako smutný popis dětského vojáka a válečného sirotka.
- Lotta Svärd, báseň o fiktivní ženě, která doprovázela švédské jednotky během války, starala se o ně a také ošetřovala raněné. Vojákům prodávala různé zboží včetně alkoholu. Byla ženou vojáka  Svärda, který ve válce padl. Její jméno bylo použito v severských zemích pro dobrovolnické ženské organizace civilní obrany. Například ve Finsku působila v letech 1920–1944 organizace Lotta Svärd, která poskytovala všestrannou pomoc pro finské obranné síly i civilní obyvatelstvo.[11]
- Pochod pluku Pori (Björneborgarnas marsch, finski Porilaisten marssi). Báseň obsahuje Runebergova slova na vojenský pochod z 18. století, který je dnes čestným pochodem finských obranných sil.
- Wilhelm von Schwerin, báseň o švédském hraběti a vojákovi, který padl ve finské válce v hodnosti podporučíka ve svých patnácti letech.
- Guvernér (Landshöfdingen, finsky Maaherra). Titulní postavou básně je Olof Wibelius, guvernér okresu Savo-Karelie, který projevuje občanskou odvahu, když se staví proti rozkazům ruského generála citováním švédských zákonů, které car slíbil dodržovat.[12]

## Adaptace

### Hudba
Báseň Vårt land (1846, Má vlast) zhudebněná německým  skladatelem Fredrikem Paciem ve finském překladu Maamme od Paava Cajandera z roku 1848 a Julia Krohna z roku 1867 se stala finskou národní hymnou.
Podle Vyprávění praporčíka Ståla vytvořil finský skladatel Henrik Otto Donner roku 1976 na libreto Bengta Ahlforse muzikál (operetu), což vyvolalo skandál a bouřlivou debatu, protože Runebergova předloha byla považována za neslučitelnou s operetním žánrem.

### Výtvarné umění
Vyprávění praporčíka Ståla ilustrovala řada finských i švédských malířů a ilustrátorů a podle díla vznikly i samostatné obrazy. První ilustrace příběhů vytvořil švédský dvorní malíř Carl Theodor Staaff pro švédské vydání z let 1862–1863. Staaffiho barevné litografie byly považovány za úspěšné, i když byly později charakterizovány jako „nefinské“. Další ilustrace vytvořil švédský historický malíř August Malmström pro švédské vydání z roku 1886. Ve Finsku je ale v současnoti dílo běžně spojováno s ilustracemí, které pro něj vytvořil finský malíř Albert Edelfelt v 90. letech 19. století. Spolu s knižními ilustracemi vytvořil Edelfelt také několik obrazů na toto téma.
Další samostatné obrazy podle díla vytvořili finský malíř Robert Wilhelm Ekman a finská malířka Helene Schjerfbecková.

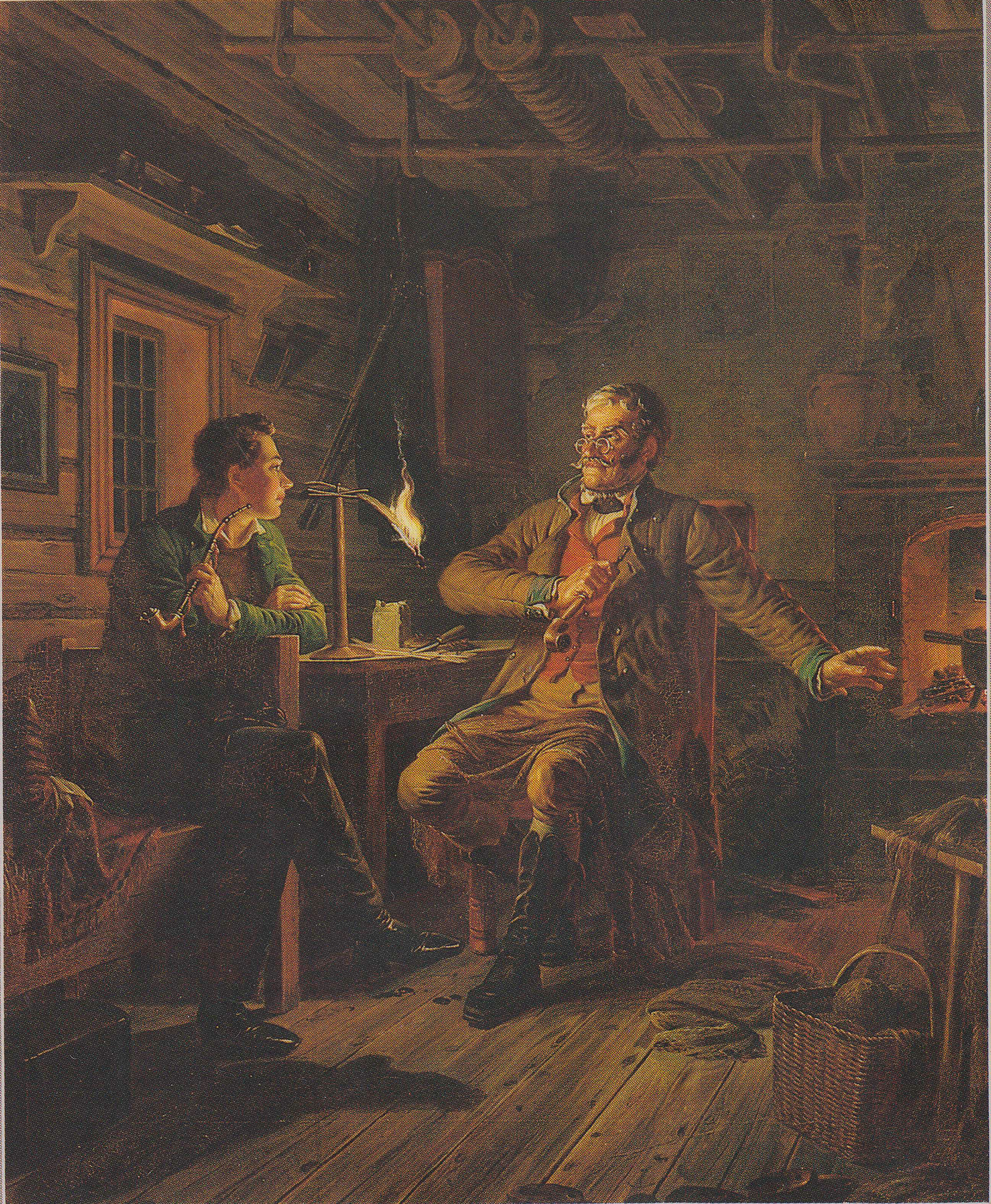
Robert Wilhelm Ekman: Student a praporčík Stål (1853)
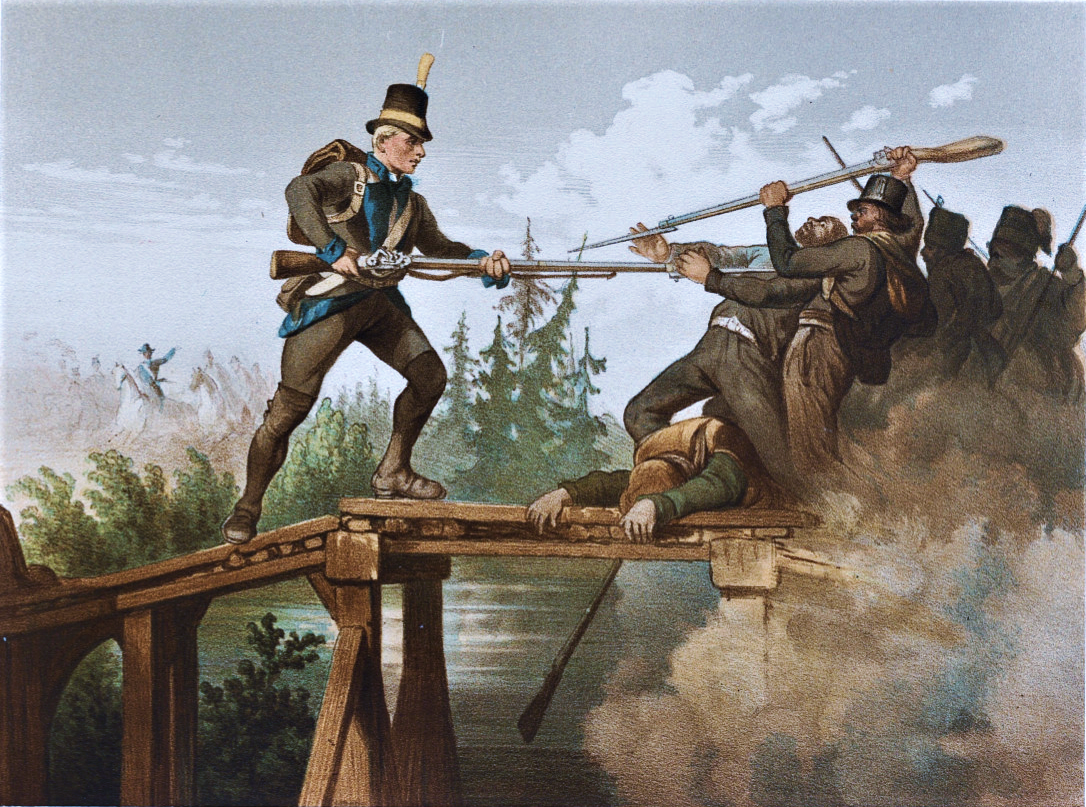
Carl Theodor Staaff: Sven Dufva (1862)
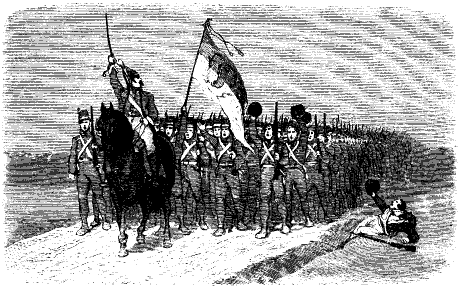
August Malmström: Pochod pluku Pori (1886)
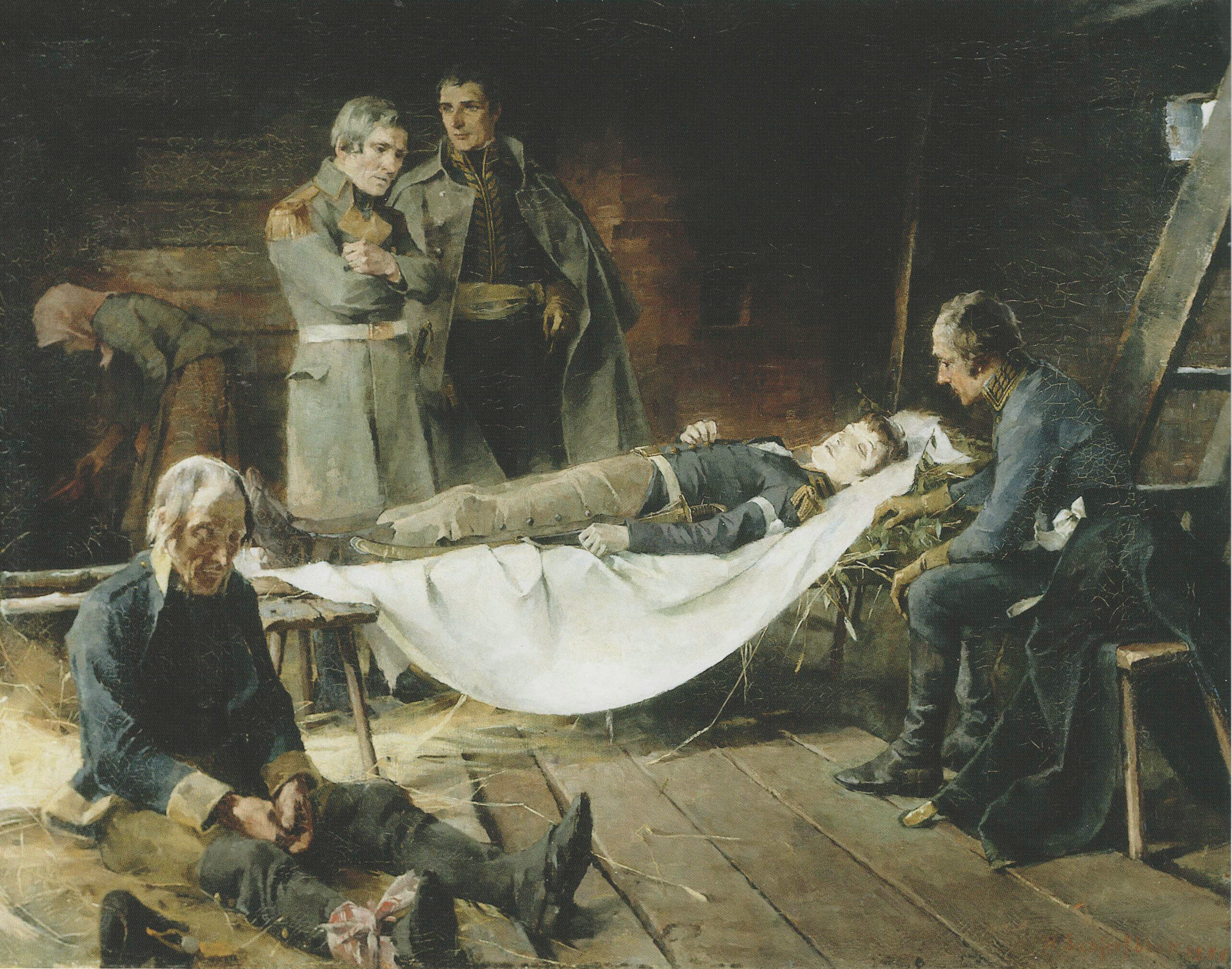
Helene Schjerfbecková: Smrt Wilhelma von Schwerin (1886)
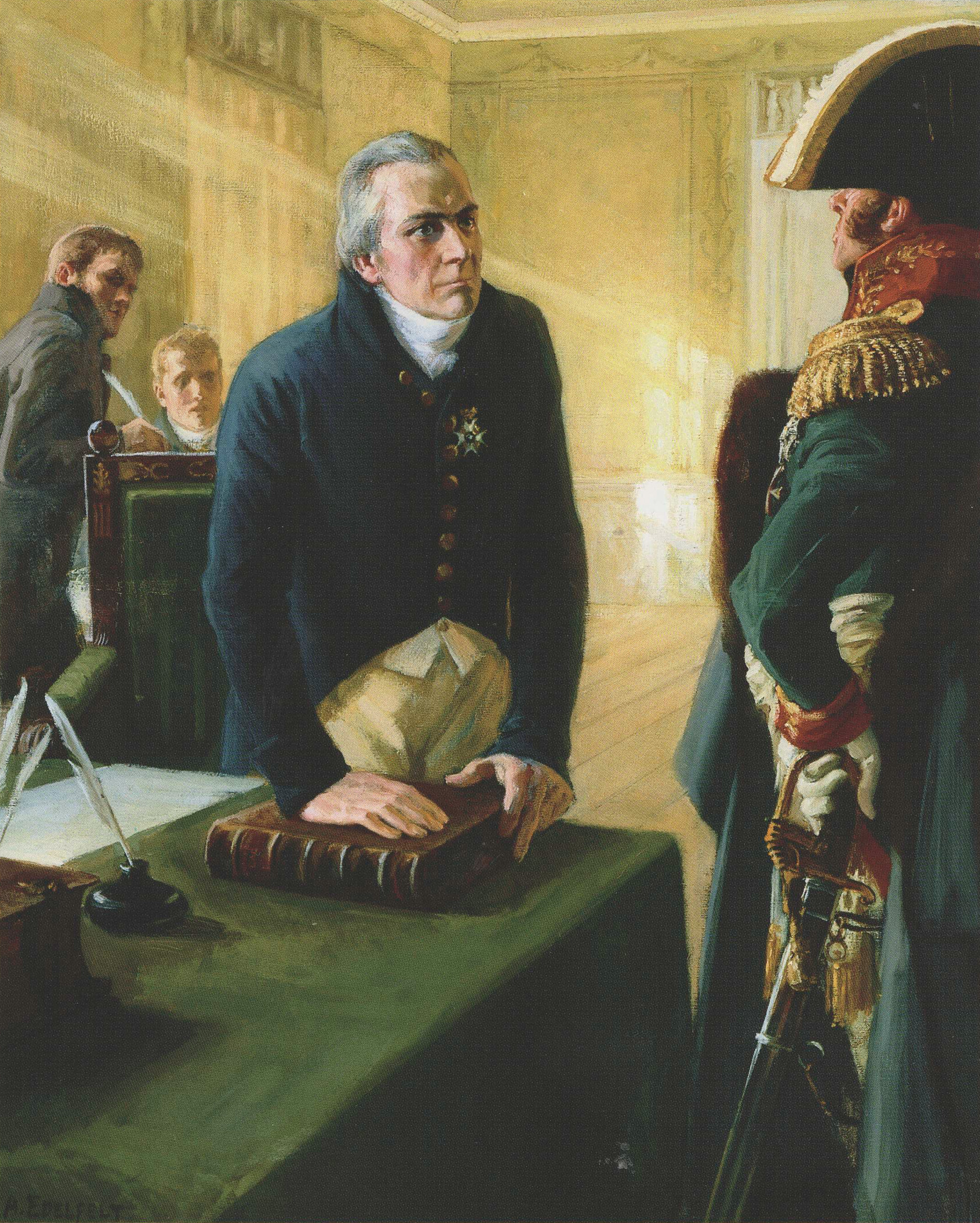
Albert Edelfelt: Guvernér (1899)

### Film a televize
- Fänrik Ståls sägner (1910, Vyprávění praporčíka Ståla), švédský krátký němý film, režie Carl Engdahl.[19]
- Fänrik Ståls sägner (1926, Vyprávění praporčíka Ståla), dvoudílný švédský němý film, režie John W. Brunius.[19]
- Vänrikki Stoolin tarinat (1939, Příběhy Vänrikkiho Stoola), finský film podle Vyprávění praporčíka Ståla, režie John W. Brunius a Roland af Hällström.[19]
- Sven Tuuva (1958), finský film podle básně Sven Dufva, která je součástí Příběhů praporčíka Ståla, režie Edvin Laine.[19]
- Fänrik Ståls sägner (1981, Vyprávění praporčíka Ståla), finsko-švédské televizní zpracování muzikálu Henrika Otto Donnera, režie Bengt Ahlfors.[19][20]